# Craig's Brother
Craig's Brother est un groupe américain de punk rock, originaire de Santa Cruz, en Californie.

## Histoire

### Première période (1995–2001)
En 1995, le chanteur et guitariste de General Handywork Ted Bond s'est réuni avec Andy Snyder, Scott Hrapoff, et Heath Konkel pour poursuivre un son inspiré par Lagwagon et d'autres groupes sur Fat Wreck Chords. Le nom du groupe vient du fait que les gens appelaient Scott « le frère de Craig » (Craig's Brother) en raison de la popularité du frère de Scott, Craig, au lycée.
Après l'arrivée d'Adam Nigh dans le groupe en 1997, Craig's Brother signe un contrat avec le label indépendant Tooth & Nail Records, et le groupe sort en 1998 son premier album, Homecoming. L'album est enregistré aux Westbeach Studios à Hollywood, et produit par Donnell Cameron. 
Après avoir passé l'été 1998 en tournée pour promouvoir Homecoming, Andy et Adam quittent Craig's Brother pour former le groupe Too Bad Eugene. En décembre de la même année, le guitariste Ryan Key voyage de la Floride à la Californie pour auditionner pour le groupe. Ryan se souviendra plus tard de son expérience d'audition pour Craig's Brother dans la chanson Rock Star Land de Yellowcard. Ryan est rejoint peu après par Dan McClintock de Inspection 12. À un moment donné, ils ont représenté Craig's Brother au Cornerstone Festival en tant que duo acoustique. Après avoir tourné vigoureusement pendant la majeure partie de l'année 1999, le groupe s'est retrouvé sans van ou sans argent pour en acheter un en août. Le groupe décide alors de rentrer chez lui et de se regrouper, Ryan décide de retourner à Jacksonville où il trouve un emploi chez Sean Mackin et finit par rejoindre Yellowcard. Le groupe rentre chez lui et commence à travailler sur son deuxième album, Lost at Sea Après la fin de l'enregistrement à Vancouver, en Colombie-Britannique, au Canada, en janvier, Dan McLintock choisit également de rentrer chez lui à Jacksonville, rejoignant son ancien groupe Inspection 12. À l'automne de la même année, Heath annonce également son départ du groupe. Le groupe continue à donner des concerts, expérimentant un certain nombre de batteurs et de guitaristes, dont Garrett Baldwin, Justin (Juice) Cabrera et Steven Neufeld.
Craig's Brother a eu une relation ténue avec l'industrie de la musique chrétienne depuis sa création. Bien que le groupe ait d'abord accepté l'étiquette de « groupe chrétien », il s'est rapidement rendu compte qu'elle ne décrivait pas nécessairement ce qu'il essayait de faire. Dès le début, le groupe a essayé de faire comprendre que malgré les croyances chrétiennes de certains de ses membres, le groupe n'était pas nécessairement un « groupe de punk chrétien », qu'en fait, ils étaient juste des punks qui se trouvaient être chrétiens. Leur volonté de jouer dans des salles chrétiennes, de chanter sur des sujets religieux et leur relation avec Tooth & Nail records ont fait de Craig's Brother un groupe chrétien dont il n'a jamais pu se défaire complètement.
Les perspectives du groupe sur l'industrie de la musique chrétienne et Napster conduisent à des relations tendues avec leur label et à l'automne 2000, Craig's Brother est libéré de son contrat par Tooth & Nail Records. Tooth & Nail éditera l'album en février 2001, mais fera peu de promotion, négligeant même d'informer les détaillants de son existence. Les disquaires ne stockaient généralement l'album qu'à la demande du client, et les ventes n'ont donc pas été décevantes. Le groupe continue de faire des concerts mais ne réussit pas à garder un line-up solide. Finalement, en mars 2002, Ted annonce son départ du groupe.

### Deuxième période (depuis 2003)
Les trois membres les plus anciens, Ted Bond, Scott Hrapoff et Heath Konkel se sont réunis autour de Noël 2003 et Craig's Brother se reforme, avec Sam Prather comme nouveau guitariste. L'année suivante, E.P.idemic est sorti sur Takeover Records, un label dirigé par l'ancien guitariste de Yellowcard Ben Harper, avec l'ancien guitariste Steven Neufeld jouant la seconde guitare. Après la sortie de l'album, Sam quitte le groupe. Le groupe a du mal à trouver des guitaristes qui conviennent, Steven étant souvent occupé à travailler avec son propre groupe, HeyMike !, le chanteur et compositeur Ted lui-même a pris le rôle de guitariste rythmique. Il a ensuite été rejoint par le guitariste Glade Wilson à la fin de l'année 2006.
Ils apparaissent notamment sur la scène principale de Groezrock dont NOFX était la tête d'affiche. Craig's Brother se produira aussi en 2017 au Montebello Rock. Craig's Brother commence à enregistrer de nouvelles musiques en octobre 2017 et en décembre 2017, Craig's Brother sort Meilynn's Song. pour la compilation Friend & Family d'IndieVision Music.
En 2018, le groupe annonce Devils in the Details, un nouvel EP de 5 chansons prévu pour être publié par Indie Vision Music avant la fin de cette année,. Ils finissent par sortir l'EP début 2019.

## Discographie

### Albums studio
- 1998 : Homecoming
- 2001 : Lost at Sea
- 2011 : The Insidious Lie
- 2013 : The Early Years
- 2022 : Easily Won, Rarely Deserved

### EP
- 1997 : Keepin' It Real
- 2004 : E.P.idemic
- 2019 : Devils in the Details

### Démo
- 1996 : Self-title demo

### Apparitions
- 1998 : Dominate '98, avec le morceau Homecoming
- 1998 : Songs From The Penalty Box, Tooth & Nail Vol. 2, avec le morceau Dear Charlotte
- 1999 : Songs From The Penalty Box, Tooth & Nail Vol. 3, avec le morceau Lonely Girl
- 2000 : Songs From The Penalty Box, Tooth & Nail Vol. 4, avec le morceau Head in a Cloud
- 2003 : Tooth & Nail 10th Anniversary Box Set avec le morceau Dear Charlotte